# OVAL ARENA
OVAL ARENA（オーバルアリーナ）は、コナミのメダルゲームで、ビンゴゲームとして2003年に発売された。

## 概要
基本的なルールは前作BINGO BOOMERとほぼ同じだが、今作はブラックジャックなどのように敵キャラ(CPU)と対戦ビンゴを行うことができ、対戦ビンゴで勝ち進むことにより、ジャックポット抽選の権利が得られる。

## 筐体構造
筐体中央部に円形の抽選機構、それを取り囲むように10席のステーションと大型プロジェクターがある。
穴には1から25の番号が決められているが、5個単位で区切られており、5と6、10と11、15と16、20と21、25と1の間にはそれぞれRETRY穴が存在する。RETRYに入ると文字通り再抽選される。
ゲームは5球抽選することで進めるが、前作とは異なり、プロジェクター前部から1球ずつ投入される。

## 基本的な遊び方
ラインゲーム、マルチゲームの2種類を一度に行うことができる。
- ラインゲーム

1. メダルを投入しベットする。ベットは1ベットから可能だが、後述する対戦ビンゴを行うには10ベット以上が必要である。また10ベット以上ベットすることで、マルチゲームで獲得したアイテムが使用可能となる。
2. ベット締め切り後抽選が始まる。その際固定で存在する3個の星に加え、1個星が追加される。場所は8カ所からランダムに選択される。星は最初から有効であり、既に入った番号を合わせると配当が上がる(最高3段階)。また左下とその隣のスポット(ランダムで上隣か右隣に存在)にはツインスポットが存在し、すでに入った番号を合わせることで2つの番号が同時に有効となる。
3. 4球目が排出される直前まで横の段を左右に移動させることができる。4球目が抽選し終わるとナンバーショップで番号を買うことができる。

- マルチゲーム

1. メダルを投入しベットする。6枚のカードが存在し、それぞれのカードにベットすることが可能。またカードに触れると番号の配列を変えることができる。オッズは2種類から選択可能で、低い方にのみツインスポットが存在する。
2. ベット締め切り後、ラインゲームと同様に抽選が始まる。ラインゲームとは違い、各カードに7～8個の星(固定4～5個、追加3個)と2カ所のツインスポット(低いオッズを選んだ場合のみ)、ランダムに選ばれた2枚のカードにRETRYスポット(RETRYに入ることで星と同様の扱いとなる)が振り分けられるが、段を移動させることができず、星に入ってもオッズは上昇しない。
  - オーバルチャンスの間はオッズおよびツインスポット、星の位置が異なり、星が追加されるかどうかはランダムとなる。
3. ビンゴ成立時、ラインゲームの対戦ビンゴで使用可能なアイテムを入手できる。獲得枚数などによりスロットフレームの色が変わり、同じ名称でも追加位置などが異なる。

## 対戦ビンゴ
前作では、専用のビンゴカードにベットすることでジャックポット獲得の権利が得られたが、今作は敵キャラとの対戦ビンゴに勝ち進むことで権利を獲得する。敵キャラは4人存在し、それぞれツインスポットと星の位置が異なる。各敵キャラ共に固定の星はプレイヤーより1つ多いが、アイテムやナンバーショップは存在しない。対戦ビンゴの進め方は以下の通りである。
1. 10ベット以上ベットする。その際ランダムに以下のスーパーアイテムが出現することがある。
  - 無敵
JPステップが0以外の場合に出現することがある。負けてもステップが戻らなくなる。
  - 必殺
JPステップが2以外の場合に出現することがある。勝つとステップが一気に3段階目へ進み、ジャックポットチャレンジが始まる。
2. ラインゲームと同様にビンゴを進める。敵キャラのビンゴカードはプロジェクターに表示される。
3. ゲーム終了後、完成ライン数で勝敗を決める。敵キャラよりライン数が多ければ勝ちとなり、JPステップが1段階進む(「必殺」が出現している場合は一気に3段階目へ進む)。逆に少なければ負けで1段階戻る(「無敵」が出現している場合は戻らない)。同じ場合は引き分けでそのまま。
4. JPステップが3段階目に到達すると、ジャックポットチャレンジとして6球目が投入される。これは当該ステーションのラインビンゴに対してのみ有効で、番号の穴に入った場合は、5球目までと同様に入賞スポットが有効となる。RETRYに入ると、中心部ルーレットでジャックポット抽選が行われる(リトライスポットがある場合はそれも有効になる)。
5. 中心部ルーレットには、「100MEDALS」、「200MEDALS」、「JACKPOT」の穴が存在する。「100MEDALS」、「200MEDALS」に入った場合はその枚数が、「JACKPOT」に入った場合は画面上部に表示されている枚数が支払われる。
6. ジャックポットチャレンジ終了後、マルチゲームにおいてオーバルチャンスが始まる。通常は当該ステーションのみ3ゲーム行われるが、ジャックポット獲得時は当該ステーションが5ゲーム、それ以外のステーションも1ゲーム行われる。

## アイテム
マルチゲームで獲得できるアイテムは以下の通りである。
- 種類

1. RETRY
RETRYに入ることで星と同様に(ただしすでに入った番号を重ねてもオッズは上がらない)有効スポットとなるリトライスポットが追加される。青フレームの場合は左上、赤フレームの場合は青フレームの右隣、金フレームの場合は青フレームの下隣に追加される。
2. FREE PLUS
フリースポットの星が追加される。青フレームの場合は上から2段目の中央の列、赤フレームの場合は中央の段の右から2列目、金フレームの場合はその双方に追加される。
3. 2UP FREE、3UP FREE
上から2段目の右から2列目の星が、すでに入った番号を重ねるとオッズが2段階または3段階上がるものに変わる。青フレームは2UP FREE、赤フレームは3UP FREEで、金フレームのものは存在しない。
4. ×2LINE、×3LINE、×5LINE
右から2列目の縦ラインでビンゴすると、配当が2倍、3倍、5倍になる。青フレームは×2LINE、赤フレームは×3LINE、金フレームは×5LINEである。
5. SHOP半額、SHOP無料
ナンバーショップ出現時、番号の価格が半額または無料になる。青フレームは左側のナンバーが半額に、赤フレームは左側のナンバーが無料に、金フレームは左右両方のナンバーが無料になる。
6. FREE予約
ベット締め切り後に追加される星の位置を中央に固定する。金フレームにのみ存在する。

- スロットフレームの色

1. 青フレーム
各カードの獲得枚数が20枚未満の場合に出現する。
2. 赤フレーム
各カードの獲得枚数が20枚以上の場合に出現する。
3. 金フレーム
特定の条件を満たし、各カードの獲得枚数が40枚以上の場合、ランダムに出現する。条件はアイテム毎に異なり、条件を満たした後20ゲームの間抽選対象となる。

## 公式サイト
オーバルアリーナホームページ